# エンタープライズI
エンタープライズIは、1990年2月にSANKYOが発売した、センター役物の中に空母が配置されているパチンコ機のシリーズ名。
エンタープライズIの1機種のみがある。

## 概要
貯留型の羽根モノタイプ。通常の羽根モノと違い、チャッカー入賞時羽根が開閉するのではなく回転することが特徴。

## スペック
- エンタープライズI
  - 賞球数 7&13
  - 大当たり最高継続 8R
  - 最大貯留 6個（9カウント）

## 演出
通常時、1チャッカー入賞で180度、2チャッカー入賞で360度羽根が回転することで、中央役物内部への玉の侵入経路が開かれる。大当たり中は中央の銀色の空母の役物の前方が左右に分裂し、最大6個まで玉を貯留する空間が生じる。貯留の解除後はVゾーンになだれ込むように玉が流れるので継続がしやすかった。